# Домино
Домино́ — настольная игра, в процессе которой выстраивается цепь костяшек («костей», «камней»), соприкасающихся половинками с одинаковым количеством точек, обозначающим число очков. Также этим термином называют и другие настольные игры, цель которых состоит в расположении на столе или специальном игровом поле костей с нанесёнными на них одним или несколькими символами так, чтобы они касались одноимёнными символами друг друга. Каждый символ из набора, как правило, имеет числовое значение. Сумма точек всех костей одного стандартного набора домино (с числом точек от 0 до 6) равна 168.

## Описание набора домино
Костяшки домино произошли от всем известных игральных костей.
Стандартный набор традиционного (классического) западного домино включает в себя двадцать восемь костяшек, представляющих собой прямоугольную плитку: длина вдвое больше ширины. Её лицевая сторона разделена линией на две квадратные части. Каждая часть содержит от нуля до шести точек. В специализированных наборах домино возможное количество точек может доходить до девяти, двенадцати, пятнадцати или восемнадцати.
Количество костяшек в домино равно количеству сочетаний с повторениями и рассчитывается по формуле: {\displaystyle {\frac {(n+k-1)!}{(k!\cdot (n-1)!)}}}, где {\displaystyle n} — количество элементов, а {\displaystyle k} — их количество в наборе.
К примеру, уже вышеописанный «стандартный» набор по 2 из 7 чисел {\displaystyle \{0,1,2,\ldots ,6\}} включает в себя {\displaystyle {\frac {(7+2-1)!}{(2!\cdot (7-1)!)}}=28} костяшек.
Домино делают (во многих случаях) из кости (простой или слоновой), карболита, пластика, металла или дерева. Иногда в качестве домино используют карточную колоду. Помимо традиционного домино, существует множество других разновидностей этой игры.

## История домино
Корни игры в домино уходят в Китай, именно там появились кости в виде пластинок с точками красного и белого цвета. В Китае первое достоверное упоминание об игре в домино относится к XIII веку, самые ранние сохранившиеся пластинки домино также датируются XII—XIV веками. В Китае до сих пор пользуется широкой популярностью местная, оригинальная версия домино.
В восемнадцатом веке игра была привезена в Италию и видоизменена. Слово домино, которым игру назвали в Италии, является однокоренным с итальянским (итал. domino) и латинским (лат. dominus) словом, означающим господин или Господь.  Насчёт того, почему так получилось, существуют разные версии. По мнению Фасмера, это связано с тем, что тот, кто первый выложит все игральные кости, становится domino, т. е. «господином». Есть также версия, что игра была названа в честь чёрно-белых маскарадных костюмов домино, которые, в свою очередь, произошли от одеяния монахов-доминиканцев, носивших белые плащи с чёрными капюшонами. По третьей версии, игра в домино, в отличие от других азартных игр, дозволялась в католических монастырях, а там, как правило, любое дело начиналось с «восхваления Господнего» (лат. benedicamus Domino или Domino gracias) — эти слова произносил игрок, выставлявший первый «камень».
Существует чемпионат мира по домино, в котором участвуют сильнейшие игроки планеты. Первый чемпионат состоялся в 2003 году в Гаване. Почетным президентом оргкомитета был назначен бывший президент Международного олимпийского комитета Хуан Антонио Самаранч. Победителем стал кубинский дуэт. Всего в этом первенстве, проходившем под эгидой Международной федерации домино и Кубинского института спорта, участвовало 168 дуэтов, т.е. 336 человек, из 17 стран. С тех пор число участников выросло в несколько раз.

## Правила игры
Играют от двух до четырёх человек. Для двух сдают по семь костяшек, для трёх или четырёх — по пять. Остальные размещаются в закрытом резерве («базаре», «рынке»). В простом «дворовом» домино, начинает игрок, у которого на руках находится дубль 1:1, а если ни у кого такого дубля нет, любой другой по возрастанию. С дубля 0:0 («пусто-пусто», «голый») ходить запрещается. Если же на руках нет ни одного дубля, начинают с кости, имеющей наименьшее количество очков: начиная с 0:1 и далее.
Следующие игроки выставляют кости с соответствующими очками (1:2, 1:3, 1:*, …). Если у игрока очередного хода подходящих костей нет, ему приходится искать её в резерве («идти на базар»): он выбирает по одной костяшке домино «из базара», до тех пор, пока не выпадет кость с нужным числом или пока не «кончится базар». Тогда игрок пропускает свой ход («прокатывается») и ходит следующий.
Игра заканчивается, когда один из игроков выложит последнюю кость, то есть у него на руках не останется ни одной домино. Далее происходит подсчёт очков оставшихся у его партнёров, которые и идут в актив выигрывавшего. Обычно партия играется до 200, 300, 500 очков по договорённости. Если у соперника остался «на руках» лишь один дубль 0:0, он считается за 25 очков (если же присутствует любая другая кость, то «пусто-пусто» никак не учитывается).
Возможно окончание игры «рыбой» — так называется блокировка выкладки, когда у каждого игрока на руках ещё есть кости, но ни у кого доложить нечего.
Если игра заканчивается рыбой и остается 0-0  то засчитывается 0 очков.
При блокировке («рыбе») выигрыш принадлежит тому, у кого на руках меньше всех очков: ему записываются очки всех других за вычетом его собственных.
Независимо от разновидностей игры, если у одного из игроков на руках будет набор дублей (все кости - дубли) или все кости будут одной масти (например пять единиц или семь троек), то в таком случае происходит обязательная пересдача костей.

## Разновидности игры
На Востоке известно более 40 различных игр с использованием домино. Существуют домино с цветными костяшками, где цвет обозначает достоинство. Названия игр чрезвычайно поэтичны: «гвозди́ки в тумане», «войти в пагоду», «прыжок газели». Подробнее см. китайское домино.
В России получили распространение несколько разновидностей игры, отличающихся друг от друга способами набора очков, условиями победы и так далее.

### Козёл
Самая популярная разновидность игры.
В игре участвуют от 2 до 4 игроков. Каждый игрок получает по 7 костяшек. Начинает игру игрок с дублем 1:1 при игре вчетвером, или наименьшим дублем в остальных случаях. Последняя кость из резерва не забирается. Следующий розыгрыш начинает игрок, выигравший предыдущий раунд или объявивший «рыбу». Проигравшие в каждом розыгрыше записывают на свой счёт сумму очков на оставшихся у них костяшках. Чтобы начать запись, нужно набрать хотя бы 13 очков. При «рыбе» в случае равного количества очков, оставшегося у игроков, объявляются «яйца». Приписываются проигравшему в следующем раунде или тому игроку, у которого осталось больше очков в случае «рыбы». Игрок, у которого осталось больше всего очков, мешает камни перед следующим раундом. В случае с «яйцами» — мешают оба игрока (игра вдвоём), если участвует больше игроков, то в случае, когда у третьего игрока осталось больше очков, чем «яйца», — мешает тот, у кого больше.
Игрок, первым набравший 101 очко, объявляется «козлом» — проигравшим.
Четыре игрока могут играть парами: сидящие друг напротив друга по диагонали, играют в одной команде.

### Морской козёл
Динамичная игра, зачастую более сложная, чем козёл. В игре участвуют 2−4 игрока. 4 игрока могут играть парами, либо каждый за себя.
Игра отличается от обычного («сухопутного») козла следующими правилами:

1. Игра идёт до 125 очков.

2. Проигравшим заход считается игрок, у которого на руках осталось больше очков на камнях. Только ему идёт запись очков. Остальные игроки свои очки не записывают.

3. Игра проиграна, когда один из игроков набирает 125 или более очков. При этом присваивается звание «Козла» (морского).

4. Запись у игрока начинается при наборе минимум 25 очков. Менее 25 — очки не записываются; Если на руках игрока остается один единственный камень 0:0 — ему идет запись 25 очков; если остался единственный камень 6:6 — 50 очков. Если остаются одновременно 0:0 и 6:6 — записывается только 12 очков. Если у игроков остаётся на руках одинаковое количество очков (так называемые «яйца»), они суммируются и записываются проигравшему в следующем заходе (то есть производится розыгрыш «яйценосца»).

5. Первый заход в игре производится по текущему дню недели: пн — 1:1, вт — 2:2, ср — 3:3, чт — 4:4 и так далее. До тех пор, пока не пойдёт запись, заход повторяется, но не более 3 раз. Если запись пошла, очередной заходящий сам выбирает камень для захода. Если записи нет — игра опять начинается с нужного «дня недели». Если в первые три захода ни у одного из играющих не было записи, то следующий (4-й) заход делают «быстрым» — на 50 очков (с камня 6:6). После окончания игры, следующая игра начинается с камня, соответствующего очередному «дню недели». Но чаще производится розыгрыш с 1:1 и до 6:6, независимо от дня недели.

6. Заходы на 6:6 и 0:0 — «быстрые заходы». Заход на 6:6 — проигравшему записывается 50 очков. Заход на 0:0 — проигравшему записывается 75 очков.

7. Заходящий, при наличии соответствующих камней, может начать кон заходом одновременно на 0:0 и 6:6. Такой кон объявляется «внеочередным». При этом:

а) каждый очередной игрок после зашедшего обязан поставить 2 камня — по одному с каждой стороны;

б) как только у очередного игрока отсутствует возможность поставить 2 камня, то дальнейшие ходы идут как обычно — по 1 камню;

в) камень 6:0 можно поставить на любом ходу, в промежуток между заходными камнями 6:6 и 0:0 (в том числе и закончить им игру);

г) проигравший «внеочередной» заход получает звание «Внеочередного козла»;

д) последующие заходы игры продолжаются как и до «внеочередного», с продолжением счёта всех игроков. Заходящий остается старым (тот, кто должен был заходить очередной кон).

8. Заходящий имеет право зайти на 6:6 или 0:0 (быстрый заход), если у всех остальных игроков уже есть запись. При заходе на 6:6, 0:0 и на «внеочередном» заходе «рыбачить» не допускается. Если в итоге «быстрого» или «внеочередного» захода всё равно получилась «рыба» — заход переигрывается. При этом заходной камень (6:6, 0:0, или оба) в перемешивании домино не участвует, а забирается заходящим.

9. Заход заканчивается на 6:6 — проигравшему записывается 100 очков, у закончившего на 6:6 все очки списываются до 0.

10. Заход заканчивается на 0:0 («повесить соплю») — игра заканчивается, а проигравший (с бо́льшим числом очков на камнях) получает звание «Сопливого козла», вне зависимости от имеющихся очков в его записи.

11. Заход закончился одновременно на 6:6 и 0:0 — игра заканчивается, а проигравшему (с бо́льшим числом очков на камнях) присваивается звание «Адмирал».

12. Отходить можно одновременно 2 дуплями.

13. Если у одного из игроков в записи 124 очка, заход был на 0:0 или 6:6, и этот игрок проигрывает, то ему присваивается звание «Подвесного козла» («повесить подвесного»).

14. Если после сдачи у одного из игроков на руках оказались 5 и более дуплей, или 6−7 камней одной «масти», то делается передача, причём перемешивает камни («мозолит руки») тот, у кого оказались дупли или «длинная масть».

15. Наиболее интересна игра парами 2×2, когда игроки команды могут подыграть напарнику. При парной игре оставшиеся очки на руках проигравшей пары суммируются.

16. Игра в «морского козла» может закончиться очень быстро:
- в один заход: «сопливый козёл», «адмирал», «внеочередной козёл»;
- в два «быстрых» захода: 6:6 + 0:0 (125 очков), или 0:0 + 0:0 (150 очков);
- в три «быстрых» захода: 6:6 + 6:6 + 6:6 (150 очков), или 6:6 + 6:6 + 0:0 (175 очков).

17. Остальные правила игры («рыба» и прочие) аналогичны простому «Козлу». «Сопливый козёл» часто имеет синоним «Лысый козёл».

### Чечевэ
Разновидность игры, по правилам близкая к козлу. Количество игроков от двух до четырёх. Название чечевэ происходит от аббревиатуры ЧЧВ, что означает «человек человеку волк» (так как игроки играют не попарно в одной команде, а каждый сам за себя).
- Игроки берут по 7 костей если их меньше четырёх, по шесть если их четверо. Оставшиеся кости — «базар».
- Начинает игру тот игрок, у которого на руках дубль 1-1, если такого нет — то 2-2 и так далее до 0-0 (голый дубль). Первый дубль не может быть закрыт.
- От «базы» (первого поставленного дубля) можно ходить в четырёх направлениях, в будущем эти направления могут быть «закрыты».
- Если у игрока есть несколько дублей, то он может их выложить сразу и все, причём некоторые могут быть открыты, некоторые — нет; либо все закрыты, либо все открыты.
- Если у игрока нет подходящей кости, он должен идти на «базар» и брать кости по своему усмотрению пока не найдёт нужную.
- Если у игрока нет подходящей кости и «базар» пуст, он «стучит» — пропускает ход.
- Если игрок заканчивает голым дублем (0-0), то все, кроме него, становятся «козлами».
- Если игрок заканчивает дублем 6-6, то всем кроме него записывается 50 очков.
- Если у игрока остался на руках голый дубль (0-0) и он не был разыгран игроком, то игроку зачисляется 25 очков.
- Если у игрока остался на руках дубль 6-6 и он не был разыгран игроком, то игроку зачисляется 50 очков.
- Звание «козла» получает тот игрок у которого набрано больше 101 очка.
- Подсчёт очков идёт в сторону игрока, у которого большее количество очков. Пример: у Васи 23 очка, у Алёны 25, на выходе Алёне записывают 25+23=48 очков.
- Тот, кто проиграл кон — мешает кости.
- Тот, кто закончил кон — начинает ход первым, причём ход может быть начат с любой кости.

### Спортивное домино
Разновидность игры, по правилам близкая к козлу. В игре принимают участие 4 игрока попарно.
Основные отличия:
- Заходы по очереди.
- Костяшки устанавливаются на подставки.
- Играется определённое количество раздач, кратное четырём (4, 8, 12 и так далее).
- Побеждает пара, записавшая больше очков на соперника.

### Осёл (или Крест)
Динамичная игра для 2-4 человек. Внешне может напоминать нижеупомянутый Телефон, однако правила игры ближе к Козлу.
Игра отличается от Козла следующим образом:
- К первому выставленному дублю можно приставлять костяшки с четырёх сторон.
- Если игрок имеет возможность выставить дубль с каждой стороны (2, 3 или 4 дубля), то он может выставить их одновременно.
- Игрок, выставляющий дубль, имеет право его «закрыть» (костяшка переворачивается лицом вниз, из-за этого один из вариантов названия игры — «закрывашки»). При этом дальнейшее выставление костяшек с этой стороны запрещено. При выставлении нескольких дублей одновременно, игрок имеет право закрыть или открыть любое количество дублей.
- Если первым ходом был выставлен не дубль и до тех пор, пока не был выставлен хотя бы один дубль, очередной игрок имеет право закрыть два дубля одновременно. Розыгрыш на этом заканчивается и происходит обычный подсчёт очков.

Подсчёт очков как в Козле — партия до 101, для записи надо набрать 13, всё что меньше 13 — «запоминается» и сбрасывается, только если в следующий розыгрыш на этого игрока ничего не записано и не запомнено.

### Телефон
Домики, Очко, Блоха, Косолапый мишка, Пять-пять, Записной
В игре участвуют 2 или 4 игрока (можно играть и втроём, оставшиеся 7 костяшек являются «базаром», с которого нужно добирать костяшки, если нечем ходить). Каждый игрок получает по 7 костяшек. Первый выставленный дубль объявляется «домом». К нему можно приставлять косточки ещё с 2 сторон и в итоге игра идёт на 4 стороны. Разрешается выставлять одновременно до четырёх дублей (по одному с каждой стороны) за 1 ход.
Партию начинает тот, у кого 0-0 (голый, пусто-пусто).

В последующих играх начинает игру тот, кто закончил предыдущую, и так до конца партии. Не обязательно ходить дублем, можно положить камень 6-4 или 0-5 и сразу записать в свой актив 10 очков или 5 очков соответственно.
Пример на двух игроках:
- Первый игрок выставил 3-2 (3+2=5 пять очков в актив), второй игрок может взять десять очков в случае, если он выставит два дубля сразу 2-2 и 3-3 (2+2+3+3=10 очков). Игрок может и не брать очки и закрыть один дубль, но первый закрытый дубль станет домом.
- Итак, второй игрок выставил два дубля 2-2 и 3-3. Первый игрок для того, чтобы взять очки, может поставить кости 2-4 или 3-6 (пример: он выставил 2-4, значит, дубль 2-2 и есть дом (первый закрытый) получилось так: 3+3+4=10, десять очков, дубль 2-2 и другой конец кости 2-4 уже не считается).
- Второй игрок, чтобы взять очки, должен выставить кость 3-6 или 3-1 (1+4=5 очков); в этом случае дом (в нашем случае 3-3) не считается. В таком случае другой игрок может поставить кость на третью сторону. Игроки могут закрыть сразу все четыре стороны дома дублями. Игрок, который остаётся с камнями или с большой суммой очков в руках (не на счётах) — проиграл.

Например:
- Осталось два камня 6-4 и 5-3, в сумме 18, значит, 15 списывает (округление идёт в меньшую сторону), долгов в этой игре нет.

Партия идёт до 225 очков (на самом деле — чистая условность: есть много региональных вариантов игры, например, до 151; всё зависит от договорённости). Тот игрок, у которого меньше всего очков, проиграл. Для этой игры удобно использовать бухгалтерские счёты. Можно (и интереснее) играть вчетвером (два против двух), принцип игры и набора очков не меняется, только набор и списывание очков суммируется на двоих.

### Маггинс
Это английский вариант домино.
Двое игроков берут по семь камней. Если играют трое или четверо, раздают по пять камней. Заходящий начинает с любого камня. Первый же появившийся в раскладе дубль открывает четырёхстороннюю цепочку. Дальнейшие кости пристраиваются не только справа и слева, а также сверху и снизу.
Очки в этой игре начисляются, когда сумма на свободных половинках кратна пяти. За каждую пятерку игроку считается 5 очков. Дубли, кроме первого, игрок укладывает вдоль и поперек так, как ему выгодно. За окончание игры он получает 10 очков. При заблокированной выкладке выигрывает тот, кто имеет на руках меньше всех очков. Выигрывает число очков, равное разности между его очками и суммой очков остальных игроков, округлённой до пяти. Обычно играют до 200 очков.

### Генерал (Генеральский козёл)
В игру играют 4 человека, располагаясь командами по диагонали (А, В и Б, Г). Каждому раздаётся по 7 костяшек.
Игроки одной команды могут передавать друг другу информацию о наличии на руках костяшек 0×0 и/или 6×6 (0х0 подмигивает, 6×6 надувает щёку).

В любом случае игра начинается с 1×1. «Рыба» недопустима, то есть раунд, закончившийся «рыбой» (патовой ситуацией), не засчитывается. Игра ведётся на два конца (в две стороны без закрытия). Цель игры — закончить её дублями 0×0 и/или 6×6. Игра заканчивается в любом случае, если у кого-то из игроков заканчиваются костяшки. Проигравший в качестве проигрыша мешает костяшки. При окончании игры костяшками 0×0 и/или 6×6 проигравший объявляется «Генералом». Проигравший — тот, чей ход по очереди следующий после закончившего партию.
Счёт очков не ведётся. Считаются только количество «Генералов» в командах.
Игра длится от 30 до 60 минут (время обеда на предприятии).
В игру также может играть более 2 команд, то есть 4, 6, 8 человек и так далее. Команда А, В и Б, Г играет, а команда Д, Е ждёт своей очереди. При проигрыше одной из команд 2 раза она уступает место другим игрокам. Если одна из команд в самом начале получает «Генерала», то она уступает место следующей команде.

Фактически «Генералом» считается именно тот проигравший, кому «навесили» сразу и 0×0, и 6×6.
В другой разновидности игры закончить игру нужно только дублем 0×0 — «голым» или «лысым». Так же «голыми» называют и проигравшую команду. При этом не разрешается показывать напарнику наличие на руках 0×0 или 6×6, а «генеральское» правило также работает — если на руках оказались 0×0 и 6×6 вместе, то стремятся заканчивать сразу двумя этими дублями — «генералом».

### Семёрка
Играют от двух и более человек, но интерес теряется при количестве пяти и более игроков. Раздается по семь косточек или менее, при большом количестве игроков, с учётом обязательного меньшего остатка камней на рынке рубашками вверх. Игра ведётся по 2 концам без права закрытия.
- Владелец дубля 1-1 начинает игру этим дублем, или следующим дублем по возрастанию, при отсутствии 1-1 на руках у игроков. Далее ход у игрока следующего по часовой стрелке.
- Сумма очков на обоих концах, равная 6, дает право игроку сделать ещё один ход.
- При сумме, равной 7, следующий по кругу игрок поднимает 2 камня из «рынка». При иссякании рынка игрок берёт случайные камни у игрока, поставившего семёрку, рубашками вверх.
- При невозможности хода игрока из-за отсутствия камня с требуемыми номиналами игрок берёт только один камень из «рынка»:

1. Если и этот камень не подходит, ход переходит к следующему игроку по кругу.

2. Если при постановке этого камня выпадает сумма 6, то игрок продолжает ход, и если нужного камня на руках опять нет, игрок должен опять взять камень из «рынка».

3. При иссякании рынка ход переходит к следующему игроку.
- При суммировании концов, имеющих дубли, номиналы дублей суммируются (0-0=0; 1-1=2; 2-2=4;… 6-6=12).
- Игра заканчивается при иссякании камней у одного из игроков или при объявлении «рыба» (камни одного номинала вышли из игры и закрыли оба конца). Проигрывает игрок, имеющий на руках наибольшее количество очков на камнях (все дубли без исключения при подсчёте считаются по 10 очков). Проигравшему записывается «палка».
- Следующую игру начинает игрок, закончивший предыдущую игру, или «рыбак».
- Игрок, набравший три «палки», выходит из игры. Начиная новую игру, игроки берут столько же камней, сколько и в первую. «Партия» объявляется при выявлении абсолютного победителя.
- Новую партию, с тем же первоначальным составом игроков, начинает владелец дубля 2-2 — этим дублем, а при отсутствии 2-2 на руках у игроков партию начинает следующим дублем по возрастанию тот, кто им обладает.
- Пример хода: 1-й игрок: (1-1); 2-й игрок: (1-1)(1-4)_2+4=6-повтор хода, (2-1)(1-1)(1-4)_2+4=6-повтор хода, (2-1)(1-1)(1-4))(4-5)_2+5=7; 3-й игрок поднимает 2 камня из рынка (берёт у 2-го игрока при окончании рынка) и пропускает ход.
- Если игрок ходил три или более раза подряд, то он может ходить двумя фишками подряд.

## Другие домино-игры
Классическое домино включает 28 костей с точками или цифрами от 0 до 6. Его также называют Дубль-6 домино. Существуют игры с другими наборами домино. Они отличаются количеством костей, их формой, количеством сегментов с символами, цветом сегментов и набором символов. Комплект домино с набором точек или цифр от 0 до n содержит {\displaystyle {\binom {n+2}{2}}={\frac {(n+2)(n+1)}{2}}}костей. Возможно использование дополнительных фишек и даже игрового поля, ограничивающего количество вариантов ходов.

### Детское домино
Классическое домино с использованием вместо точек набора из семи символов (букв, цифр), рисунков (животных, растений и других) или цветов.

### Дубль-3 домино

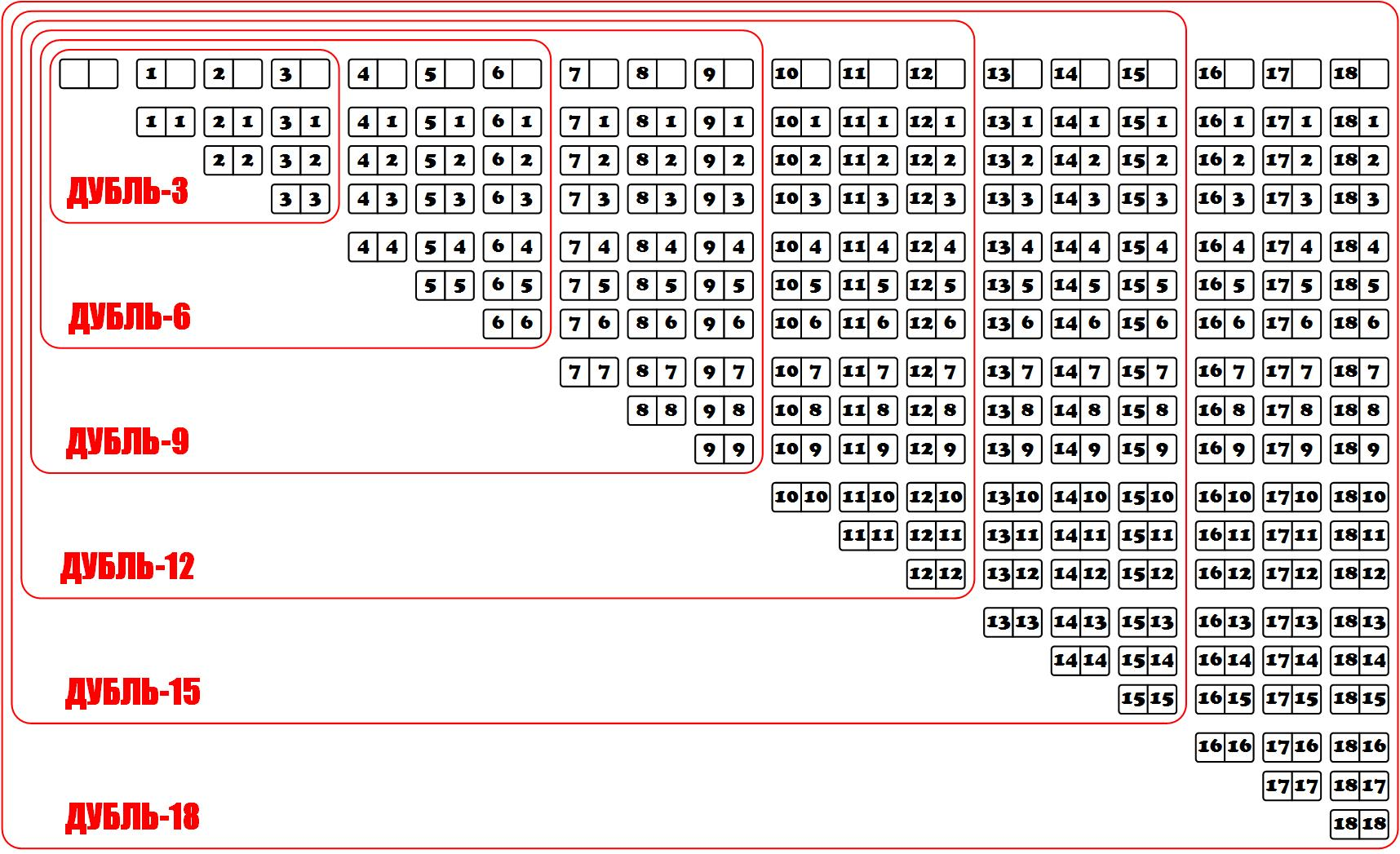
Наборы классического домино

Классическое домино, содержащее 10 костей с набором точек или цифр от 0 до 3.

### Дубль-6 домино
Классическое домино, содержащее 28 костей с набором точек или цифр от 0 до 6.

### Дубль-9 домино
Классическое домино, содержащее 55 костей с набором точек или цифр от 0 до 9. Типичным примером является кубинское домино. Играют четверо человек, каждый игрок набирает под десять костяшек, после чего все переворачивают по одной костяшке из базара. Первым делает ход тот кто перевернул костяшку с большим числом. Больше базар в заходе не используется. Очки начисляются только тем кто заход не выиграл.

### Дубль-12 домино
Классическое домино, содержащее 91 кость с набором точек или цифр от 0 до 12.

### Дубль-15 домино

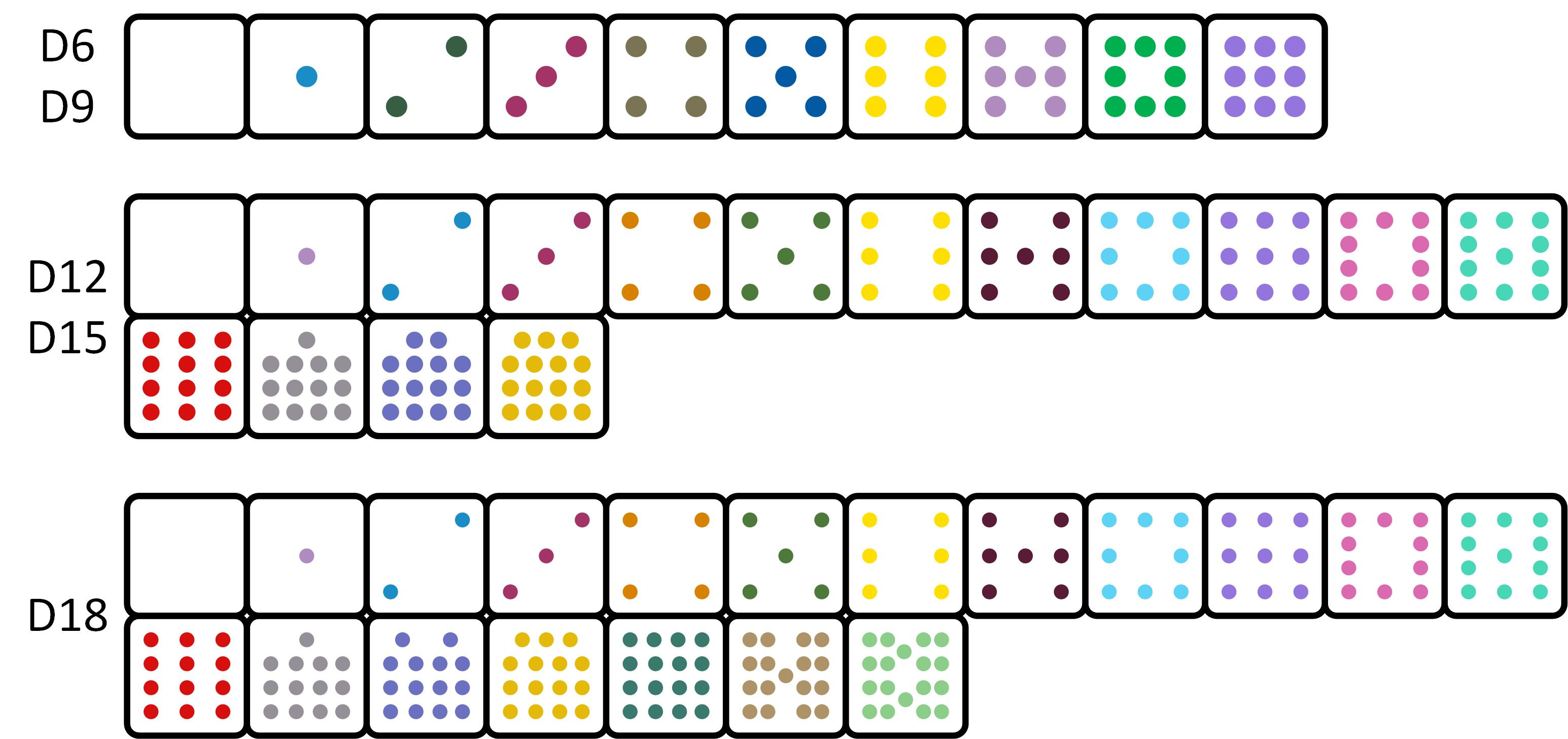
Точечное домино

Классическое домино, содержащее 136 костей с набором точек или цифр от 0 до 15.

### Дубль-18 домино
Классическое домино, содержащее 190 костей с набором точек или цифр от 0 до 18.

### Мексиканский поезд
Игра с использованием одного из наборов классического домино от Дубль-6 до Дубль-18 (обычно Дубль 9 или Дубль-12) и нескольких игровых фишек, символизирующих локомотивы. Цель игры — избавиться от своих костяшек, пристраивая их в индивидуальную цепочку, называемую своим поездом, или в коллективную, называемую мексиканским поездом.

### Супер-поезд
Разновидность игры в мексиканский поезд, требующая дополнительный набор костей с изображённым на них с одной или двух сторон красным локомотивом. Дополнительные кости включают: кость с двумя локомотивами, набор костей с локомотивом и каждой из цифр данного набора домино, набор костей с локомотивом и буквой-символом, предполагающим какое-то дополнительное действие игроков. Так к набору Дубль-12 требуется 21 дополнительная кость.

### Китайское домино
В китайском домино используется 32 костяшки прямоугольной формы. На половинки наносятся точки от одной до шести, символ без точек (пустышки) не используется. Костяшки разделены на военные (10 костей), и гражданские (11 костей, по две штуки каждая). Точки на костях в китайском домино разноцветные (белые и красные).

### Треугольное домино
Треугольное домино (тримино, триомино, триодомино, Tri-Ominos) — настольная игра, содержащая 56 костяшек домино треугольной формы. По углам костяшек расположены цифры или точки от 0 до 5. Цифры расположены в порядке возрастания по часовой стрелке. Кости выставляются так, чтобы они касались друг друга ребрами, и цифры в углах этих ребер совпадали. Стоимость кости определяется суммой очков по её углам. Классические правила игры предполагают штраф за взятие костей с базара и призовые очки за касание всеми тремя вершинами. В имеющихся в продаже вариантах игры правила от производителя могут существенно отличаться от классических.

## Символы домино в Юникоде
В Юникоде, начиная с версии 5.1, имеются символы костяшек классического домино, размещённые в области 1F030—1F09F.